# David Löfquist
David Löfquist (født 6. august 1986) er en svensk fodboldspiller, der spiller i Mjällby AIF. Tidligere har han spiller for den danske Superligaklub Odense Boldklub på en lejeaftale fra italienske Parma FC.
I januar 2013 hentede Odense Boldklub David Löfquist til klubben på en lejeaftale for resten af 2013 fra den italienske klub Parma FC. Indarbejdet i lejeaftalen var en købsoption, så OB har muligheden for at hente svenskeren på en fast aftale ved lejeaftalens afslutning.